# Evangelische Kirche Dillbrecht

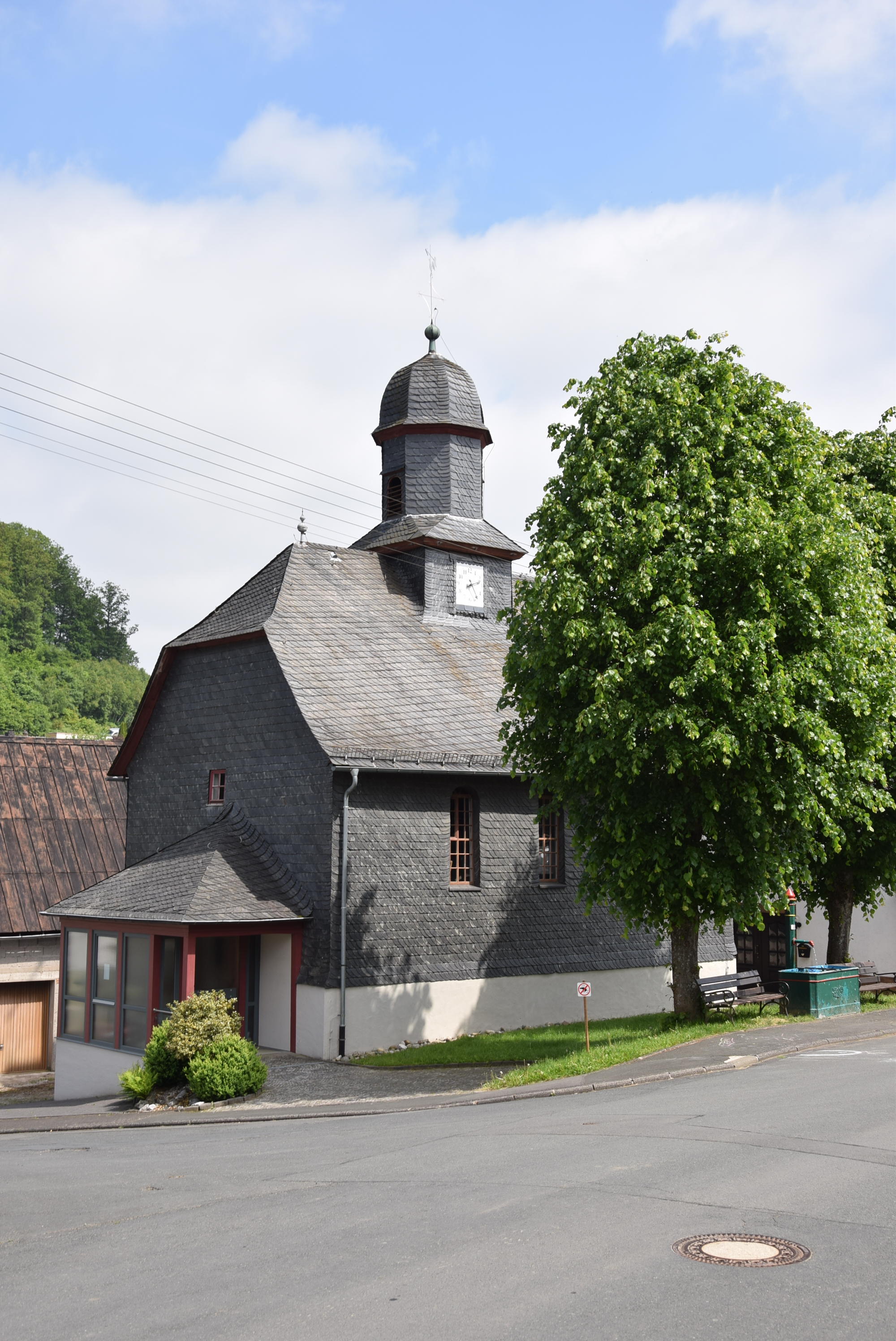
Ev. Kirche in Dillbrecht

Die Evangelische Kirche Dillbrecht ist ein denkmalgeschütztes Kirchengebäude in Dillbrecht, einem Stadtteil von Haiger im Lahn-Dill-Kreis (Hessen).
Die Vorgängerkirche brannte während des Dreißigjährigen Krieges (1618–1648) ab. Der kleine verputzte Fachwerkbau wurde 1743 in der Dorfmitte errichtet. Die Freskenmalerei von 1743 zeigt einen Pelikan, der seine Jungen mit dem eigenen Blut tränkt; die Umschrift lautet: “Christus besprengte uns mit seinem Blut, wie der Pelikan seinen Jungen tut.” Die Emporen und die Kanzel sind mit Schnitzereien versehen, die Emporenbrüstungen sind mit Blumendekor des Kirchenmalers Georg Ernst Justus Kayser geschmückt. Die Ausstattung stammt überwiegend aus der Bauzeit.